# クマリデパート
クマリデパート (Qumali Depart) は、日本の女性アイドルユニット。所属事務所はekoms、所属レーベルはMUSIC@NOTE。

## 概要
サクライケンタ率いるekomsにより、「完全王道アイドル」として2016年結成。ミスiD2016ファイナリストの羽井リサコ、同セミファイナリストの優雨ナコに加え、サクライの知人で中野ロープウェイの店主・イトウから紹介された早桜ニコの3人組として同年4月デビュー。
プロデュースはサクライが務める。当初用意された2曲は作詞・作曲はサクライだが「アイドルらしさ」を追求するため、編曲は外注している（ekomsの先輩グループ・Maison book girlは全曲サクライが作曲・編曲）。のちにサクライ以外による楽曲も歌唱している。初期はオリジナル楽曲の他に、ずんね from JC-WCの「14才のおしえて」、サクラィ学院の「チョコっとだけ愛してください」をカバーしていた。

## 略歴
2016年
- 3月27日　クマリデパート結成を発表。
- 4月10日　「@JAM PARTY Vol.1」（AKIBAカルチャーズ劇場）のウェルカムアクトとして初ステージ。
- 5月3日　掟ポルシェとぱいぱいでか美の合同生誕祭（下北沢SHELTER）にぱいぱいでか美がお勧めするアイドル[5]としてゲスト出演[6]。

2017年
- 4月26日　初の全国流通盤シングルCD「クマリデパート1」をリリース[7]。

2018年
- 4月15日　1stワンマンLIVE「おいでよ！こころのデパート」（新宿MARZ）開催。
- 5月3日　「羽井リサコ卒業公演May the risako be with you」（渋谷O-nest）にて羽井が卒業するとともに、新メンバー3人加入を発表[8]。
- 6月8日　公式Twitterで比奈ミツバの脱退を発表[9]。
- 7月31日　タワーレコードと@JAMが共同運営するレーベル・MUSIC@NOTEに所属することを発表[10]。
- 8月12日　2ndワンマンLIVE「新装開店！おいでよ！こころのデパート」（渋谷WWW）開催
- 9月25日　MUSIC@NOTE所属後初のシングル「あれ？ロマンチック」をリリース。

2019年
- 1月19日 - 2月3日　初の東名阪ワンマンツアー「千客万来！おいでよ！こころのデパート」を開催。
- 5月28日　初のアルバム『ココデパ！』をリリース。ジャケット撮影は熊谷・八木橋百貨店で行われた[11]。
- 11月2日　4thワンマンライブ「極楽浄土！おいでよ！こころのデパート！」（渋谷WWW X）

2020年
- 1月28日　アップアップガールズ（2）とのコラボレーションによる期間限定ユニット・クマニキのシングル「クマニキ」をT-Palette Recordsよりタワーレコード限定でリリース[12]。
- 2月28日　「5thワンマンライブ 〜ニューヤングパワーマックス5000%特盛レッドヒルブリッツにおいでよ!こころのデパート〜」（マイナビBLITZ赤坂）で新メンバー2人加入を発表[13]。お披露目は4月11日を予定していたが、2019年コロナウイルス感染症の影響のため延期。
- 7月15日　『矢口真里の火曜The NIGHT』（ABEMA）に早桜ニコ、優雨ナコ、楓フウカの選抜メンバーで出演[14]。
- 7月23日　四人体制ラストとなる「いってらっしゃい！クマリデパート（昼公演）シルバー」、延期となっていた新メンバーお披露目ライブ「おいでよ！ようこそ！クマリデパート（夜公演）ゴールド」をTSUTAYA O-WESTで開催。

2021年
- 2月17日　6thワンマンライブ 『おいでよ！こころのデパート「宇宙規模のアイを叫ぶ！-終わらない餅つき大会の後に-」』を開催（TSUTAYA O-EAST）
- 6月12日　7thワンマンライブ 「あのクマとあの場所で」を開催（LINE CUBE SHIBUYA）
- 7月8日　クマリデパート・楓フウカ、26時のマスカレイド・森みはる、Task have Fun・熊澤風花の3名で期間限定ユニット「FMF（エフエムエフ）」を結成[15]。8月24日にCD『We Pop』を発売[15]。
- 11月5日　「クマリデパート 限界無限大ツアー 2021」、ツアーファイナル東京公演を開催（Zepp DiverCity（TOKYO））

2022年
- 4月18日　クマリデパート・優雨ナコ、ナナランド・峰島こまき、MyDearDarlin'・咲真ゆかの3名で期間限定ユニット「You Never Know（ユー ネバー ノウ）」を結成[16]。8月23日にCD『ストロベリースタート』を発売[17]。
- 5月16日　「レッツクッキン！ 東名阪なかよしグルメツアー2022 ～くまちゃんグルメを召し上がれ～」、ツアーファイナル東京公演を開催（豊洲PIT）
- 8月28日　@JAM EXPO 2022にて、日本武道館での単独公演「クマリデパートのおいでよ！ 日本武道館！」の開催を発表[18]。
- 9月1日　クマリデパート公式ファンクラブ「クマ屋」開設。
- 11月27日　全国ツアー「くまちゃんのわ！日本全国大行進大拡大大作戦！」、ツアーファイナル東京公演を開催（中野サンプラザ）

2023年
- 3月30日　日本武道館ワンマンライブ「クマリデパートのおいでよ！日本武道館！」を開催。
- 11月21日　ミニアルバム『ミニデパ1』リリース。パッパラー河合作曲の「夢見た未来のネットワーク」が収録され、MVが中野ブロードウェイのデジタルサイネージにて期間限定で放映された。

2024年
- 1月19日　4月6日に山乃メイが卒業することを発表[19]。
- 4月27日　新メンバーに南カンナ、百彩リコウが加入[20]。

2025年
- 1月21日 百彩リコウの脱退を発表。
- 4月5日 - 27日　全国4都市（仙台・大阪・沖縄・東京）ツアー「QML クマリのうた」開催。
- 7月2日 Zepp DiverCity（TOKYO）で行われる単独公演「おいでよ！Zeppデパート ～早桜ニコ・優雨ナコ～卒業編」にて早桜ニコ、優雨ナコ卒業[21]。
- 7月7日　南カンナの卒業を発表。
- 7月20日　新メンバーに葵ミヅキ、桃々シオン、鈴音リンが加入。同21日、玉屋2060%楽曲提供による「愛 Eye Catch」を配信リリース[22]。

## メンバー

### 現メンバー
| 氏名                    | 誕生日   | メンバーカラー | 備考                                               |
| ----------------------- | -------- | -------------- | -------------------------------------------------- |
| 小田 アヤネ おだ アヤネ | 8月20日  | 赤色           | 2018年5月3日加入                                   |
| 楓 フウカ かえで フウカ | 11月10日 | ホワイト       | 2018年5月3日加入                                   |
| 七瀬 マナ ななせ マナ   | 1月28日  | ミントグリーン | 2020年2月28日加入発表、2020年7月23日お披露目ライブ |
| 葵 ミヅキ あおい みづき | 1月4日   | 青色           | 2025年7月20日加入                                  |
| 桃々 シオン もも しおん | 4月28日  | ももいろ       | 2025年7月20日加入                                  |
| 鈴音 リン すずね りん   | 3月16日  | イエロー       | 2025年7月20日加入                                  |

### 元メンバー
| 氏名                      | 誕生日         | メンバーカラー | 備考 |
| ------------------------- | -------------- | -------------- | --- |
| 羽井 リサコ ぱい リサコ   | 2004年 7月17日 | レモン色       | ミスiD2016ファイナリスト（当時「りさこ」） 苗字の「羽井」はぱいぱいでか美より取られた 2018年5月3日卒業、芸能活動終了 現在はグラフィックデザイナーとして活動中 |
| 比奈 ミツバ ひな ミツバ   | 1月19日        | 緑色           | 2018年5月3日加入、2018年6月8日脱退 |
| 山乃 メイ やまの メイ     | 2月20日        | 黄色           | 2020年2月28日加入発表、2020年7月23日お披露目ライブ、2024年4月6日卒業、引退                                                                                    |
| 百彩 リコウ ももさ リコウ | 2004年 3月9日  | パープル       | 2024年4月27日加入、2025年1月21日脱退 元Shibu3 projectメンバー、元ワタシズムメンバー（当時「小川莉香」）                                                       |
| 早桜 ニコ さお ニコ       | 2月4日         | 水色           | リーダー（2018年5月 - ） 2025年7月2日卒業 |
| 優雨 ナコ ゆう ナコ       | 1998年 8月19日 | ピンク         | ミスiD2016セミファイナリスト（当時「小野原 優有」） 2025年7月2日卒業                                                                                          |
| 南 カンナ みなみ カンナ   | 1月4日         | オレンジ       | 2024年4月27日加入 元都内某所メンバー（当時「ミナ」） 2025年7月7日卒業                                                                                         |

## ライブ

### ワンマン
- クマリデパート1stワンマンLIVE「おいでよ！こころのデパート」（2018年4月15日、新宿MARZ）
- クマリデパート2ndワンマンLIVE「新装開店！おいでよ！こころのデパート」（2018年8月12日、渋谷WWW）
- ワンマンツアー「千客万来！おいでよ！こころのデパート」
  - 大阪：2019年1月19日 北堀江club vijon
  - 名古屋：2019年1月27日 LIVE BOX UNLIMITS大須
  - 東京：2019年2月3日 SOUND MUSEUM VISION
- クマリデパート 4th ONEMAN LIVE 極楽浄土！おいでよ！こころのデパート！（2019年11月2日、渋谷WWW X）
- クマリデパート 5thワンマンライブ 〜ニューヤングパワーマックス5000%特盛レッドヒルブリッツにおいでよ!こころのデパート〜（2020年2月28日、マイナビBLITZ赤坂）
- クマリデパート 6thワンマンライブ おいでよ！こころのデパート「宇宙規模のアイを叫ぶ！-終わらない餅つき大会の後に-」（2021年2月17日、TSUTAYA O-EAST）
- クマリデパート 7thワンマンライブ in LINE CUBE SHIBUYA「あのクマとあの場所で」（2021年6月12日、LINE CUBE SHIBUYA）
- 全国ツアー「クマリデパート 限界無限大ツアー 2021」
  - 2021年8月8日 大阪府 umeda TRAD
  - 2021年8月9日 愛知県 ElectricLadyLand
  - 2021年9月5日 宮城県 仙台MACANA
  - 2021年9月12日 福岡県 DRUM Be-1
  - 2021年9月20日 北海道 cube garden
  - 2021年9月25日 栃木県 HEAVEN'S ROCK Utsunomiya VJ-2
  - 2021年9月26日 新潟県 NIIGATA LOTS
  - 2021年11月5日 東京都 Zepp DiverCity（TOKYO）
- レッツクッキン！ 東名阪なかよしグルメツアー2022 ～くまちゃんグルメを召し上がれ～
  - 2022年5月7日 大阪府 umeda TRAD
  - 2022年5月8日 愛知県 ElectricLadyLand
  - 2022年5月16日 東京都 豊洲PIT
- 全国ツアー「くまちゃんのわ！日本全国大行進大拡大大作戦！」
  - 2022年9月11日 愛知県 ダイヤモンドホール
  - 2022年9月17日 大阪府 BIGCAT
  - 2022年9月19日 福岡県 DRUM LOGOS(延期)
  - 2022年9月23日 北海道 ペニーレーン24
  - 2022年9月25日 宮城県 仙台PIT
  - 2022年10月1日 岡山県 CRAGYMANA KINGDUM
  - 2022年10月2日 広島県 LIVE VANQUISH
  - 2022年10月8日 香川県 MONSTER
  - 2022年10月9日 高知県 X-pt.
  - 2022年10月15日 石川県 EIGHTHALL
  - 2022年10月16日 長野県 CLUB JUNKBOX
  - 2022年11月13日 沖縄県 Out put
  - 2022年11月27日 東京都 中野サンプラザ
  - 2023年1月9日 福岡県 DRUM LOGOS
- クマリデパートのおいでよ！日本武道館！（2023年3月30日、日本武道館）